# Sátres (Xánthi)
Sátres, en grec moderne : Σάτρες, est un village et un ancien dème de Macédoine-Orientale-et-Thrace, en Grèce. En 2010, il est fusionné dans celui de Mýki.
Selon le recensement de 2011, la population du dème compte 483 habitants tandis que celle du village s'élève à 189 habitants.